# Coppa del Baltico 1995
La Coppa del Baltico 1995 è stata la 15ª edizione della competizione, la 5ª dalla reistituzione di questa manifestazione nel 1991 a seguito del collasso dell'Unione Sovietica.
La Lettonia, padrona di casa, ha ottenuto il settimo titolo della sua storia.

## Formula
La formula è quella tradizionale della manifestazione, che prevede un girone all'italiana con partite di sola andata tra le tre formazioni partecipanti.
Tutte le partite sono state giocate a Riga, nei due impianti del Daugavas stadions e del Latvijas Universitāte stadions

## Classifica finale
| Pos. | Squadra  | Pt | G | V | N | P | GF | GS | DR |
| ---- | -------- | -- | - | - | - | - | -- | -- | -- |
| 1.   | Lettonia | 6  | 2 | 2 | 0 | 0 | 4  | 0  | +4 |
| 2.   | Lituania | 3  | 2 | 1 | 0 | 1 | 7  | 2  | +5 |
| 3.   | Estonia  | 0  | 2 | 0 | 0 | 2 | 0  | 9  | -9 |

## Risultati
| Arbitro: | Sliva |

|                            |           |  |
| Zeiberliņš 37’ Ivanovs 67’ | Marcatori |  |

| Arbitro: | Lajkus |

|                                                                                              |           |  |
| Skarbalius 27’ Baltušnikas 34’ Preikšaitis 36’ Upstas 57’ Zuta 62’ Žvingilas 75’ Poderis 88’ | Marcatori |  |

| Arbitro: | Timofeyev |

|                                     |           |  |
| Zemļinskis 34’ (rig.) Astafjevs 75’ | Marcatori |  |